# Signoraggio in Italia

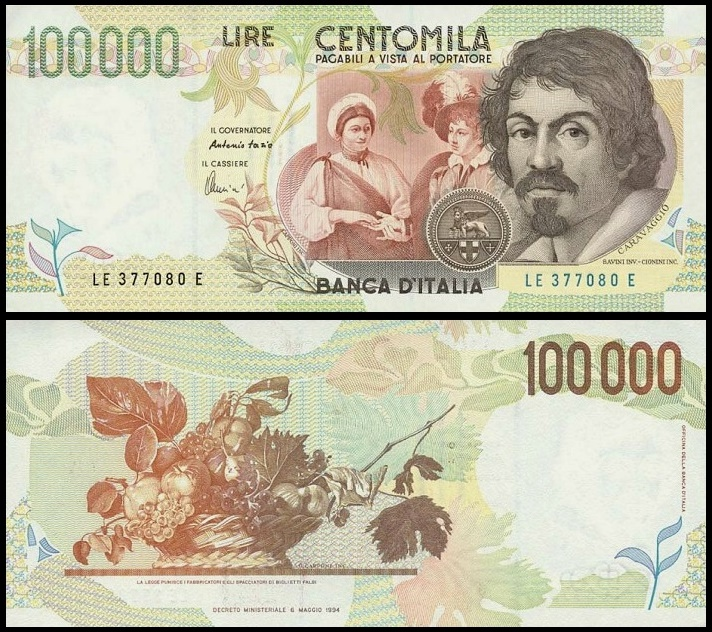
Banconota da 100 000 lire, detta "Caravaggio" (2º tipo), emessa dal 1994 al 1998

Il signoraggio in Italia è stato sempre presente, sin da prima che dopo l'unità d'Italia.
L'Italia è stata caratterizzata da uno straordinario livello di dominanza fiscale, cioè dall'asservimento delle autorità monetarie al governo: tanto dal punto di vista quantitativo quanto dal punto di vista dell'indagine storica, gran parte della politica monetaria è stata modellata sulle decisioni di politica fiscale del governo.
Ciò è avvenuto sin dai tempi della Banca Nazionale degli Stati Sardi (1850), della Banca Nazionale del Regno d'Italia (1867) e di Banca d'Italia (1893): ciascuna banca cercava di ottenere il monopolio dell'emissione della moneta, e le buone relazioni con la politica venivano percepite come un elemento essenziale della loro strategia. Il ricorso al signoraggio da parte del governo aumentò in maniera sorprendente dopo che la Banca d'Italia ottenne il monopolio nell'emissione della moneta (1926). Per capire fino a che punto il signoraggio e la tassa da inflazione si radicarono nell'economia italiana si noti che prima del 1926 il signoraggio rappresentava l'1,7% del reddito e la tassa da inflazione rappresentava lo 0,4% del reddito; dopo il 1926 il signoraggio salì al 5,5% del reddito e la tassa da inflazione salì al 5,3% del reddito. Queste statistiche confermano ulteriormente che se vi è una caratteristica distintiva dell'economia italiana, questa riguarda l'atteggiamento eccessivamente accomodante delle autorità monetarie.
L'apice di tale dominanza fiscale avvenne sotto il governatorato di Guido Carli (1960-1975),  periodo in cui, oltre a monetizzare larga parte del deficit pubblico, Banca d'Italia si mostrò accomodante nei confronti del governo anche attraverso una serie di misure regolamentari-amministrative. L'obiettivo fu quello di canalizzare il risparmio nazionale dal settore privato a quello pubblico, mantenendo i tassi d'interesse artificialmente bassi. Il mantenimento dei tassi d'interesse a un livello molto basso rese semplice, per il governo, posticipare le necessarie politiche di aggiustamento ma causò un ulteriore incremento del deficit. Furono altresì introdotte misure amministrative restrittive sul mercato dei cambi allo scopo di limitare l'accesso degli operatori - famiglie, imprese e banche - alle condizioni più favorevoli presenti sui mercati esteri. Ciò causò pertanto l'isolamento internazionale finanziario dell'Italia in quegli anni.
A questa mancata indipendenza dell'autorità monetaria rispetto all'autorità fiscale viene imputata in parte l'impennata della spesa pubblica e del debito pubblico italiani, nonché gli alti livelli d'inflazione del periodo. Se infatti l'obbligo di Banca d'Italia verso il governo aveva contribuito a de-responsabilizzare il
governo stesso e a far andare la spesa pubblica fuori controllo, questo, dopo il divorzio, non fu capace di abbattere il debito con i soli strumenti di politica fiscale.
Solo l'ingresso dell'Italia nel Sistema Monetario Europeo, e il conseguente divorzio di Banca d'Italia dal Tesoro (1981), restituì credibilità alla Banca centrale. Sotto la spinta dell'Unione Monetaria Europea e del Trattato di Maastricht, Banca d'Italia intraprese infine ulteriori passi per migliorare la propria indipendenza dal governo.
Nel 2002 l'allora ministro dell'economia Giulio Tremonti propose di stampare banconote da 1 e 2 euro. Il 12 settembre l'allora presidente della BCE Wim Duisenberg in una conferenza stampa, in risposta a Tremonti, disse:

## Definizione di signoraggio in Banca d'Italia
La Banca d'Italia definisce il proprio signoraggio in questo modo:
Il signoraggio derivante dall'emissione diretta di moneta da parte del governo viene incassato da questo, mentre quello derivante dall'emissione di moneta da parte della banca centrale viene in parte prelevato dal governo, sotto forma d'imposta, e il rimanente resta alla banca centrale, dove viene utilizzato per coprire i costi di funzionamento e, per l'eventuale parte eccedente, costituisce utile netto. Le banche centrali possono essere enti pubblici (come la Banca di Francia) o società di capitali il cui capitale è interamente (come la Banca del Canada) o in maggioranza (come la Banca Nazionale Svizzera) di proprietà statale, in questi casi tale utile finisce per essere incassato, in tutto o in parte, dal governo. La Banca d'Italia è un istituto di diritto pubblico ma le sue quote di partecipazione al capitale sono in grande maggioranza private: per il 94,33% di proprietà di banche e assicurazioni e solo per il 5,67% di enti pubblici (INPS e INAIL).
Lo statuto della Banca d'Italia, una volta pagate le imposte, concede di distribuire ai partecipanti solo una minima parte degli utili netti annuali, da spartirsi tra tutti in base alle quote possedute. Dal 20 al 40% degli utili netti viene aggiunto alle riserve valutarie ordinarie e/o straordinarie dell'istituto e la parte restante (dal 60% all'80%) viene trasferita al pubblico erario.
Ad esempio, come si evince dal Bilancio della Banca d'Italia per il 2009, a pagina 345 della Relazione Annuale, in quell'anno l'utile netto è stato di euro 1 668 576 514, ripartiti come segue:
allo Stato sono stati versati euro 1 001 130 308, corrispondenti al 60,00% dell'utile netto;
alle riserve ordinaria e straordinaria sono stati destinati euro 608 015 606 (calcolati come 333 715 303 + 333 715 303 − 59 415 000), corrispondenti al 36,44% dell'utile netto;
ai partecipanti sono stati versati euro 59 430 600 (calcolati come 9 360 + 6 240 + 59 415 000), corrispondenti al 3,56% dell'utile netto.
Larga parte degli utili distribuiti ai partecipanti viene calcolata come percentuale - non superiore al 4% - delle riserve detenute nell'anno precedente, come previsto dal comma terzo dell'art. 40 dello Statuto che recita «Dai frutti annualmente percepiti sugli investimenti delle riserve, può essere, su proposta del Consiglio superiore e con l'approvazione dell'assemblea ordinaria, prelevata e distribuita ai partecipanti, in aggiunta a quanto previsto dall'art. 39, una somma non superiore al 4% dell'importo delle riserve medesime, quali risultano dal bilancio dell'esercizio precedente». Nel 2009 si è trattato di un importo pari allo 0,5% dell'ammontare complessivo delle riserve al 31 dicembre 2008, cioè euro 59 415 000.
La parte rimanente, di importo generalmente trascurabile, non può, ex art. 39, commi 1 e 2, eccedere il 10% del capitale, corrispondente nel 2009 a euro 15 600.

## La Corte suprema di cassazione sul signoraggio
La Corte suprema di cassazione nel luglio del 2006 ha respinto con sentenza definitiva una richiesta di un cittadino a ottenere la propria quota di reddito da signoraggio. Ha osservato che la pretesa si fonda non sul mancato rispetto delle regole giuridiche da parte della Banca d'Italia, bensì su un diverso modo di distribuire il reddito da signoraggio, auspicato dal cittadino che ha chiamato in giudizio la Banca d'Italia.
Tale richiesta, che configura secondo la Cassazione una pretesa di mettere in discussione la scelte con cui lo Stato italiano ha configurato la propria politica monetaria, attraverso gli organi istituzionali competenti, secondo la Cassazione esula dall'ambito della giurisdizione, in quanto non tocca al giudice sindacare il modo in cui lo Stato italiano esplichi le proprie funzioni sovrane.
Prima di questa sentenza la Banca d'Italia aveva messo in guardia i cittadini dall'adire le vie legali seguendo la sentenza del giudice di pace di Lecce, sentenza poi cassata in sede di impugnazione dalla successiva decisione della Corte di cassazione.